# مولدات الصوت قابلة للبرمجة

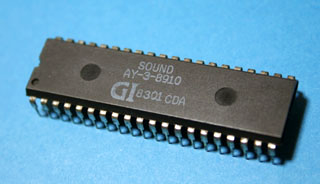

مولدات الصوت القابلة للبرمجة هي رقاقة صوتية تولد موجات صوتية عن طريق تجميع الموجات الأساسية المتعددة، وفي الغالب تدمج بعض مولدات الضجيج (يتحكم بها عن طريق كتابة البيانات في سجلات مخصصة في رقاقة الصوت) تجمعها مع موجات حتى تحصل على موجات معقدة، ثم تشكل السعة (amplitude) الموجة الناتجة باستخدام «الهجوم» (attack) «الإضمحلال» (decay) «دعم» (sustain) «الإطلاق» (release) للمدة الزمنية، بحيث تنتج الموجة النتجة صوت معين.
كانت هذه المولدات كثيرة الاستخدام في أجهزة الحاسب المنزلية ووحدة التحكم بالألعاب.

## أمثلة
أكثرها استخداماً كان جنرل إنسترمنت AY-3-8910 من جنرل إنسترمنت (أو مشتقات AY-3-8912/AY-3-8913)، SN76489 من تكساس انسترومنتس وياماها YM2149, بموجب ترخيص AY-3-8910. ياماها جلبت إيضا رقاقات YM2203 وYM2608 إلى السوق، والتي كانت قادرة على التوليف بالتضمين الترددي [الإنجليزية]).
رقاقة صنعتها توشيبا وسميت PSG أستخدمت بشكل واسع، وخاصة في عدة أجيال من حاسبات صخر.